# セルゲイ・シュテメンコ

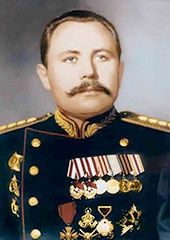
セルゲイ・シュテメンコ

セルゲイ・マトヴェーヴィチ・シュテメンコ（Серге́й Матве́евич Штеме́нко、1907年2月 - 1976年4月23日）は、ソ連の軍人。上級大将。

## 経歴
ロシア帝国のドン軍管州ウリュピンスカヤ村の農民の家庭に生まれる。1924年、学校を卒業し、働きに町に出た。1926年、赤軍に志願。1930年、セヴァストポリ軍事砲兵学校を卒業し、全連邦共産党（以前のボリシェヴィキ党、のちのソ連共産党）に入党。3年の勤務後、労農赤軍自動車化・機械化軍事アカデミーの第1期聴講生に選抜され、1938年に卒業。教育重戦車大隊を指揮。1939年、西白ロシアの「解放」（ポーランド侵攻）に参加。1940年、参謀本部軍事アカデミー卒業後、参謀職。
独ソ戦時、1941年8月から参謀本部で働き、1943年5月に参謀本部作戦局長に任命された。1943年11月、テヘラン会談に出席するヨシフ・スターリンに随行し、前線の状況を彼に説明した。1944年夏、各戦線の行動を調整し、白ロシアの解放に貢献した。ドイツ降伏後、関東軍の撃破計画の立案に参加。
戦後、参謀総長、国防第一次官職を占めた。1968年、上級大将に昇進し、ワルシャワ条約機構統合軍参謀総長に任命された。